# Tsekani
Tsekani /=little people of the rocks,/ lokalna plemenska skupina Sekani Indijanaca koja je živjela južno od jezera McLeod Lake pa do planina Rockies u Kanadskoj provinciji Britanska Kolumbija. Poznati su i pod sličnim nazivom Tsekehneaz.